# Parc du prieuré de Gatchina
Le parc du prieuré (Приоратский парк) est un parc paysager de 154 hectares situé à Gatchina, près de Saint-Pétersbourg, qui doit son nom au prieuré de Gatchina, petite résidence impériale. Malgré sa situation, il n'appartient pas à l'ensemble du musée et de la réserve naturelle du palais de Gatchina, dont il est voisin. Le parc est recouvert de bosquets, de pelouses et d'une forêt, ainsi que deux petits lacs, le lac Noir (Tchernoïe) et le lac de Filkino.

## Historique

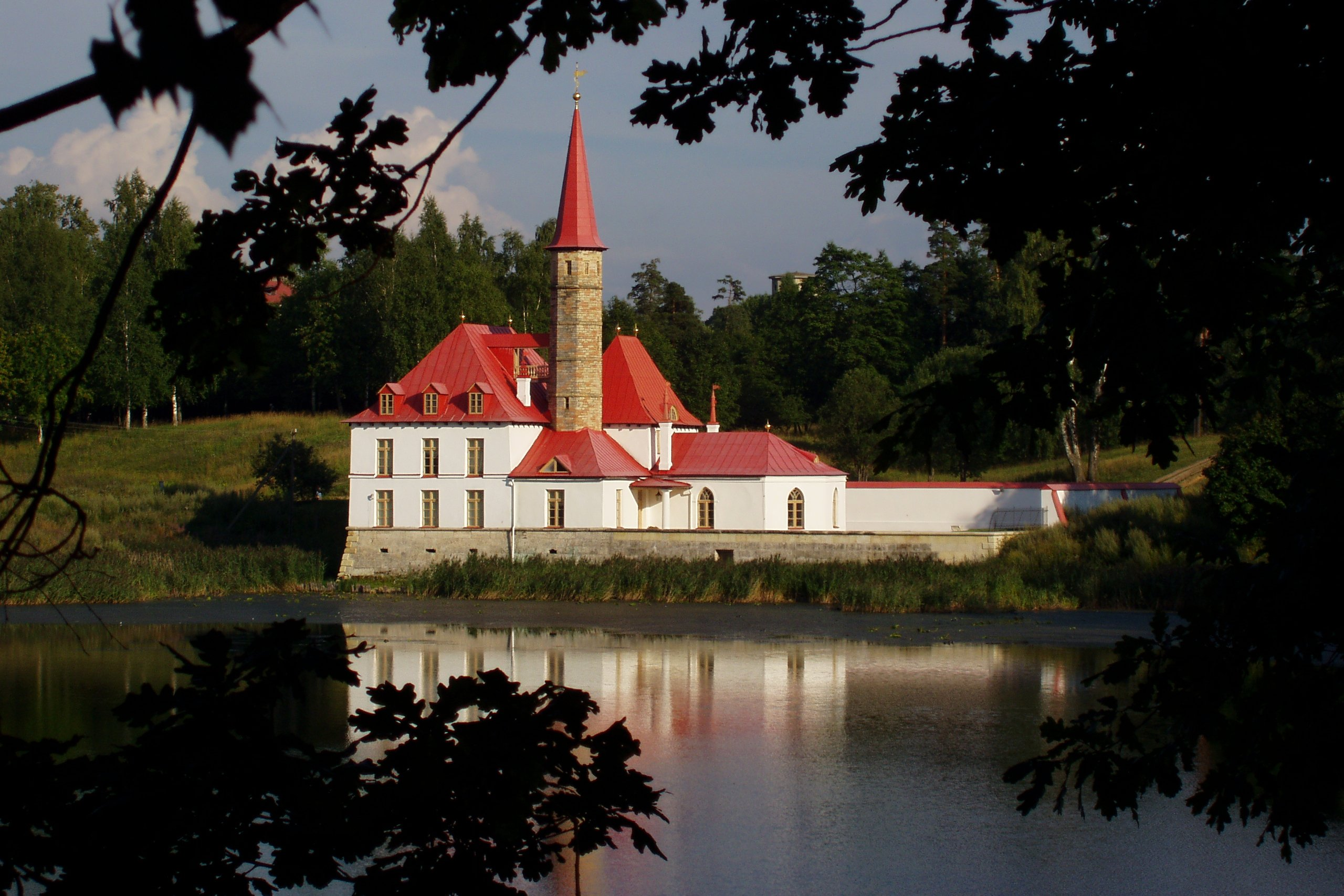
Le prieuré au bord du lac Noir

L'endroit s'appelait jusqu'à la fin du XVIIIe siècle Maly Zverinets, c'est-à-dire la Petite réserve, et prend son nom actuel lorsqu'est construit entre 1797 et 1799 le prieuré au bord du lac Noir. Cette petite demeure ressemble à un manoir gothique avec un clocher, comme un petit prieuré allemand. L'empereur Paul Ier en commande les plans à l'architecte Nikolaï Lvov, ce qui explique qu'il reste quelques éléments classiques. Paul Ier aimait à s'y reposer non loin de son palais. À la suite de son élection au titre de grand maître de l'ordre de Saint-Jean de Jérusalem en 1799, il destine le Prieuré à la protection et la vénération de la parcelle de la Sainte Croix, de la Mère de Dieu de Philerme et de la relique de la main de saint Jean Baptiste, trésors religieux de l'Ordre de Saint-Jean de Jérusalem, qui ont quitté l'île de Malte après la conquête napoléonienne en 1798. À la mort du Tsar en 1801, les reliques rejoignent la cathédrale du Palais d'Hiver à Saint-Pétersbourg.
Le parc est aménagé selon les plans de l'architecte-paysagiste James Heckett. Le lac Noir est agrandi et approfondi et les berges redessinées avec des chemins de promenade. La terre ainsi creusée sert à créer des îlots artificiels.
La seconde étape importante date des années 1840–1850. On dessine des allées, on creuse des fossés. En 1854–1856 les berges du lac Noir sont renforcées et l'on procède à la plantation d'un grand nombre d'arbres et à l'assainissement et au drainage du parc.
Sous le règne d'Alexandre III, cinq portails d'accès sont édifiés. Le parc a été laissé à l'abandon à cause de la guerre et du siège de Léningrad, il a été réhabilité à partir de la fin des années 1960.